# Sábado Alucinante
Sábado Alucinante é um filme brasileiro de 1979 dirigido por Cláudio Cunha. Foi uma espécie de resposta do cinema brasileiro ao filme americano Saturday Night Fever (conhecido no Brasil como Os Embalos de Sábado à Noite).

## Sinopse
Da noite de sexta-feira até a madrugada de domingo, as portas de um novo mundo se abrem no interior de uma discoteca na Zona Sul do Rio de Janeiro. São emoções e conflitos vividos por uma série de personagens, que encontram na pista de dança o palco ideal para representarem a tragédia de suas vidas.

## Elenco
- Sandra Bréa ... Laura
- Djenane Machado ... Baby
- Rogério Fróes ... Werneck
- Sílvia Salgado ... Diana
- Simone Carvalho ... Gina
- Marcelo Picchi ... Bebeto
- Fernando Reski ... Cafifo
- Rodolfo Arena ... Afonso
- Maurício do Valle ... Ivan
- Moacyr Deriquém ... Sílvio
- Heloísa Raso ... Joana
- Neuza Borges ... mulata
- Sônia de Paula
- Canarinho ... porteiro da discoteca
- Luiz Carlos Niño - Juquinha
- Miriam Ficher - Gracinha
- José Carlos Sanches ... Márcio
- Marcos Miranda
- Suzane Carvalho
- Selma Martins
- Agnes Xavier
- Rita de Cássia
- Danusa Machado
- Kiriaki ... Soraya
- Ivo da Mata ... Vado
- Maurício Lessa
- Cláudio Equer
- Miguel Carrano
- Petty Pesce
- Lia Farrel ... Lenita

## Trilha sonora
As trilhas sonoras foram originalmente lançadas em 1979 pela PolyGram (atual Universal Music) através dos selos Philips para o nacional e PolyStar para o internacional. Há também uma trilha nacional em LP, cassete e compacto duplo pela RCA (atual Sony Music). A trilha nacional existe somente em compacto duplo(ou 7" - disco de vinil de sete polegadas). Já a trilha internacional existe em LP (disco de vinil) e cassete.

### Trilha nacional - LP (RCA)
Lado A
1. Sábado Alucinante - Sônia Santos e Banda Black Rio
2. Eu Quero Mais - Emerson
3. Selvagem - Risa
4. Chega Mais - Banda Black Rio
5. Puper Prise - Manchester
6. Dance Livre - Mary Jo

Lado B
1. A Dança do Figueiredo - Banda Black Rio
2. Suada de Amor - Tibet
3. Ana - Gilberto Santamaria
4. Fique Comigo - Espress
5. Tudo bem - Banda Black Rio
6. Meu Pensamento É Você - Serginho

### Trilha nacional - 7" (Compacto Duplo) (RCA)
Lado A
1. Sábado Alucinante - Sônia Santos e Banda Black Rio
2. Eu Quero Mais - Emerson

Lado B
1. Dança do Figueiredo - Banda Black Rio
2. Tudo Bem - Banda Black Rio

### Trilha Nacional - 7" (Philips)
Lado A
1. Era dos Super-Heróis - Lee Jackson
2. Solidão - Paulinho Camargo

Lado B
1. Disco Salada - Silvio Brito
2. Festa Legal - Conjunto Rabo de Saia

### Trilha internacional (PolyStar)
Lado A
1. I Will Survive Gloria Gaynor
2. I Love The Nightlife (Disco Round) - Alicia Bridges
3. Get Down - Gene Chandler
4. Walk On By - Gary Toms Empire
5. More Than A Woman - Orchestra 88
6. First Impressions - The Stylistics

Lado B
1. Just The Way You Are - Barry White
2. Let's Start The Dance - Hamilton Bohannon
3. On The Strip - Paul Nicholas
4. Forget About You - The Motors
5. There You Go Again (There She Goes Again) / Stormy Weather - Esther Phillips